# Celton Biai
Celton Biai, né le 13 août 2000 à Lisbonne, est un footballeur international bissaoguinéen qui évolue au poste de gardien de but au FC Dordrecht.

## Biographie

### Carrière en club
Né à Lisbonne au Portugal, Celton Biai est formé par le Benfica, où il s'illustre en équipes de jeunes, avant de commencer sa carrière professionnelle avec le Vitória Guimarães en championnat du Portugal. Il joue son premier match avec l'équipe première du club le 15 octobre 2022.
En janvier 2024, il est transféré au FC Dordrecht en Championnat des Pays-Bas de deuxième division.

### Carrière en sélection
Celton Biai est international portugais en équipe de jeune dès les moins de 17 ans.
Avec les moins de 19 ans, Biai participe au championnat d'Europe des moins de 19 ans en 2019, qui se déroule en Arménie. Le Portugal, avec Biai comme titulaire, atteint la finale de la compétition, où il est cependant défait le par l'Espagne de Ferran Torres et Bryan Gil.
Continuant ensuite à jouer avec les équipes portugaise jusqu'aux espoirs, il est même convoqué avec l'équipe senior en mars 2023.
En octobre 2023, Biai est convoqué pour la première fois avec l'équipe senior de Guinée-Bissau. Il honore sa première sélection le 29 mai 2025.

## Palmarès

### En club
SL Benfica
- Finaliste de la Ligue de la jeunesse de l'UEFA en 2020

### En sélection nationale
Portugal des moins de 19 ans
- Finaliste du championnat d'Europe en 2019.